# 朝日村 (富山県)
朝日村（あさひむら）は、かつて富山県婦負郡にあった村。

## 沿革
- 1889年（明治22年）4月1日 - 町村制の施行により、婦負郡下条村の区域の一部、安田村、安田新村、笹倉新村、友坂村、小泉村の区域の一部、小長沢村の区域の一部、羽根村の区域の一部、古沢村の区域の一部及び笹倉村の区域の一部の区域をもって、婦負郡朝日村が発足する。
- 1955年（昭和30年）1月1日 - 婦負郡婦中町、朝日村、熊野村及び宮川村が合併して、婦負郡婦中町が発足する。

## 歴代村長
出典→
1. 武部九八郎（1889年5月21日 - 1890年8月19日）
2. 永井八重郎（1890年9月4日 - 1893年1月17日）
3. 武部九八郎（1893年1月25日 - 1896年9月30日）
4. 安川喜一郎（1896年10月15日 - 1904年2月8日）
5. 数土章八郎（1904年2月22日 - 1906年7月20日）
6. 上田清左衛門（1906年8月28日 - 1908年7月1日）
7. 安川喜一郎（1908年7月29日 - 1915年11月6日）
8. 矢郷徳十郎（1915年11月9日 - 1919年11月8日）
9. 安川金吾（1919年11月14日 - 1923年4月10日）
10. 武部九八郎（1923年4月24日 - 1927年4月23日）
11. 安川喜一郎（1927年5月1日 - 1929年3月4日）
12. 斉藤五右衛門（1929年3月13日 - 1931年2月6日）
13. 増山政次郎（1931年2月25日 - 1935年2月22日）
14. 安川善吾（1935年2月25日 - 1937年9月14日）
15. 永井常次郎（1938年3月5日 - 1940年12月28日）
16. 水馬義次郎（1941年3月15日 - 1942年1月30日）
17. 村井久則（1942年9月17日 - 1944年8月16日）
18. 大河文次郎（1944年9月21日 - 1945年6月12日）
19. 水馬義次郎（1945年6月13日 - 1946年11月28日）
20. 数井梅太郎（1947年2月7日 - 1947年4月7日）
21. 上田清治（1947年4月8日 - 1948年6月3日）
22. 矢郷徳太郎（1948年7月30日 - 1952年7月29日）
23. 矢郷徳太郎（1952年7月30日 - 1954年12月31日）